# صالح أحمد الجرفي
صالح أحمد خضير الجرفي هو شاعر ورياضي يمني. ولد عام 1961 في قرية الجرفة في محافظة الضالع. تلقى تعليمه الأولي في كتاتيب قريته. ثم انتقل مع أُسرته إلى الإمارات العربية المتحدة. أحب الشعر وقاله في سن مبكرة. مارس العديد من الرياضات منها الكارتيه. قام بتوثيق قصائده وجمعها في كتاب من عدة أجزاء أسماه «أشواق المحبين في أصوات المطربين». أقام في الإمارات العربية المتحدة.